# Contea di Baw Baw
La contea di Baw Baw è una local government area che si trova nello Stato di Victoria. Si estende su una superficie di 4.031 chilometri quadrati e ha una popolazione di 42.864 abitanti. La sede del consiglio si trova a Warragul.

## Località
- Aberfeldy
- Athlone
- Bravington
- Buln Buln
- Darnum
- Drouin
- Erica
- Fumina South
- Hill End
- Icy Creek
- Jindivick
- Labertouche
- Longwarry
- Neerim
- Neerim North
- Neerim South
- Nilma
- Noojee
- Parkers Corner
- Rawson
- Rokeby
- Tanjil Bren
- Thorpdale
- Trafalgar
- Walhalla
- Warragul
- Willow Grove
- Yarragon